# ビッグ・アイズ
『ビッグ・アイズ』（原題: Big Eyes）は、2014年12月25日に全米公開されたアメリカ合衆国の伝記映画である。監督はティム・バートンが務め、主演はエイミー・アダムスとクリストフ・ヴァルツが務める。日本では2015年1月23日に公開された。
「ビッグ・アイズ」と通称される作風の絵画で知られるアメリカの女性アーティストのマーガレット・キーンと、その夫でマーガレットの作品を自身の作品と偽って公表していたウォルター・キーンにまつわる物語を描く。

## あらすじ
マーガレットは、娘を連れて夫と別居をはじめた。その別居先の町でバツ１の男性で画家のウォルターと出会う。出会ってまもなく、二人は結婚をした。1950年代にウォルター・キーンはマーケティングでアメリカ中の電機店やガソリンスタンドに大きな目を持つ子供の絵を大量に売る会社を設立した。そして、金持ちになったウォルターはアーティストを自称して、トークショーの常連となった。しかし実際には、妻のマーガレット・キーンが絵を一から描き、ウォルターはそれに署名するだけだった。そのため、マーガレットの画家としての能力は社会に知られることがなかった。そんな中、2人の結婚生活は破綻してしまう。これをきっかけにマーガレットは大きな目を持つ子供を描いたのは自分だと世間に公表しようとしたため、ウォルターから「気が狂っている」と罵られる。最終的に2人の争いは法廷に持ち込まれることとなった。

## キャスト
※括弧内は日本語吹替
- マーガレット・キーン - エイミー・アダムス（松本梨香）
- ウォルター・キーン - クリストフ・ヴァルツ（内田直哉）
- ディック・ノーラン - ダニー・ヒューストン（田原正治）
- ディーアン - クリステン・リッター（下山田綾華）
- ルーベン - ジェイソン・シュワルツマン（矢野正明）
- ジョン・キャナデイ - テレンス・スタンプ（向井修）
- エンリコ・バンドゥッチ - ジョン・ポリト（北田理道）
- ジェーン（幼少期） - デラニー・レイ
- ジェーン（10代） - マデリン・アーサー
- 判事 - ジェームズ・サイトウ

## 製作
2010年9月、スコット・アレクサンダーとラリー・カラゼウスキーが本作の脚本を執筆し、ティム・バートンが製作を担当することが発表された。なお、この3人が共同で仕事をするのは1994年の『エド・ウッド』以来のことである。
本作は当初、アレクサンダーとカラゼウスキーが監督を兼任し、リース・ウィザースプーンとライアン・レイノルズが主演を務める予定であったが、最終的にバートンがメガホンをとり、エイミー・アダムスとクリストフ・ヴァルツが主演を務めることになった。
2014年5月1日、ワインスタイン・カンパニーは本作を2014年12月25日に全米公開すると発表した。